# Gran Premio del Belgio 2021
Il Gran Premio del Belgio 2021 è stata la dodicesima prova della stagione 2021 del campionato mondiale di Formula 1. La gara si è disputata il 29 agosto sul circuito di Spa-Francorchamps ed è stata vinta dall'olandese Max Verstappen su Red Bull Racing-Honda, al sedicesimo successo in carriera; Verstappen ha preceduto all'arrivo il britannico George Russell su Williams-Mercedes, al primo podio in carriera, e l'altro britannico Lewis Hamilton su Mercedes.
A causa di avverse condizioni meteorologiche la direzione di gara, dopo avere posticipato la partenza di oltre tre ore, ha deciso di fare effettuare solo due giri dietro la safety car, al fine di determinare una classifica valida, contrassegnata con un solo giro compiuto. I punteggi ottenuti sono stati quindi dimezzati, in quanto la corsa non ha raggiunto il 75% del totale dei giri previsti. Per via della distanza di gara completata, si tratta del Gran Premio più corto disputato nella Storia della Formula 1; il record precedente spettava al Gran Premio d'Australia 1991.

## Vigilia

### Sviluppi futuri
Gli organizzatori del Gran Premio d'Olanda in programma la settimana successiva, che segna il suo ritorno nel calendario del campionato mondiale di Formula 1 a distanza di 36 anni dall'ultima edizione, annunciano che l'evento non si disputerà con la capienza massima consentita che avrebbe ospitato 100 000 spettatori il giorno della gara, ma che essa viene ridotta al 67%. Il governo olandese, infatti, ha stabilito che a causa della pandemia di COVID-19 gli eventi non possono prevedere più del 67% della capienza del luogo che ospita la manifestazione in questione. Il Ministero della difesa, presieduto da Ank Bijleveld, decide di annullare il tradizionale spettacolo aereo il giorno della gara, per questioni legate al budget.
Per la stagione 2022 la Federazione voleva omologare identici equipaggiamenti per i pit stop, con l'intenzione di controllare i cambi gomme e il rilascio delle monoposto dalle piazzole con un sistema di sensori visibile in direzione gara. Ogni scuderia, invece, continuerà a sviluppare i propri strumenti, dopo l'opposizione di Red Bull Racing e Mercedes.
La Federazione annuncia, per il secondo anno consecutivo, l'annullamento del Gran Premio del Giappone che era in programma il successivo 10 ottobre. A causa delle difficoltà generate dalla pandemia di COVID-19, è stata presa la decisione da parte del governo locale di cancellare la gara anche in questa stagione a causa delle complessità causate dalla pandemia nel Paese.
La Ferrari, grazie a un incremento di prestazioni legato all'introduzione di una nuova power unit, annuncia che avrà a disposizione 10 cavalli aggiuntivi dopo il Gran Premio d'Italia in programma il 12 settembre.
La scuderia francese Alpine conferma Fernando Alonso anche per la stagione successiva.
Owen Jones, attualmente ingegnere capo di Mercedes, firma per la Red Bull Racing a partire dalla prossima stagione.
Sergio Pérez rinnova il suo contratto con la Red Bull Racing anche per la stagione 2022.
La Federazione conferma il calendario delle gare rimanenti, riducendolo a 22 Gran Premi rispetto ai 23 inizialmente previsti. I Gran Premi di Turchia, Città del Messico e San Paolo vengono spostati di una settimana, lasciando libera l'aggiunta di un nuovo Gran Premio. Il nuovo appuntamento, in programma nella stessa data del Gran Premio d'Australia precedentemente annullato, stabilisce la disputa di tre Gran Premi in tre weekend di fila dopo i Gran Premi di Città del Messico e San Paolo, come già successo una volta nel campionato 2018, per tre volte nella stagione 2020, e anche in questa stagione tra il Gran Premio di Francia e il Gran Premio d'Austria, quando il calendario è stato rivisitato a seguito della posticipazione del Gran Premio di Turchia, a causa delle restrizioni imposte dal Regno Unito ai viaggiatori provenienti dal Paese per via delle problematiche dettate dalla pandemia di COVID-19, inizialmente aggiunto al calendario con l'obiettivo di sostituire il Gran Premio del Canada precedentemente annullato.
La curva Parabolica del circuito di Monza viene intitolata all'ex pilota automobilistico Michele Alboreto, rinominandola curva Alboreto. L'ex pilota italiano fu vicecampione del mondo nella stagione 1985 alla guida della Ferrari, prima di scomparire nel 2001 mentre effettuava i collaudi delle nuove Audi R8 Sport in preparazione della 24 Ore di Le Mans. La decisione viene ufficializzata il giorno prima della gara quando si disputa la seconda Qualifica Sprint della stagione.

### Aspetti tecnici
Per questa gara la Pirelli, fornitrice unica degli pneumatici, porta gomme di mescola C2, C3 e C4, le tre mescole centrali della gamma.
La FIA stabilisce due zone dove può essere attivato il DRS: la prima è sul rettilineo del Kemmel, con punto per la determinazione del distacco tra piloti posto prima della seconda curva. La seconda zona è stabilita sul rettilineo dei box, e detection point fissato prima della curva 18.
La Federazione rende noto che al termine della gara del precedente Gran Premio d'Ungheria, tra le prime dieci vetture classificate è stata sorteggiata l'Alpine di Fernando Alonso per le verifiche tecniche. Esse sono risultate essere conformi al regolamento tecnico.
La Federazione stabilisce tre punti del tracciato dove i piloti sono costretti a rispettare i limiti di quest'ultimo. I punti in questione riguardano l'uscita delle curve 4, 9 e 19. Andando oltre i limiti del tracciato in questi tre punti i piloti vedranno il tempo cancellato dalla direzione di gara e immediatamente quello successivo non rispettando i limiti all'uscita della curva 19. L'uscita della curva 4 viene successivamente abolita, con i limiti da rispettare alla curva stessa.
Il cordolo all'apice della curva 2 è stato rimosso e sostituito con un altro della doppia grandezza. I cordoli all'uscita delle curve 7 (Le Combes) e 14 (Campus) sono stati ridotti in larghezza per un massimo di due metri dal bordo del tracciato.
La Federazione, prima del precedente Gran Premio d'Ungheria, emana una nuova direttiva che riguarda i pit stop, che vengono rallentati, con l'obiettivo di renderli più sicuri e limitare così il rischio di vetture che rientrano in pista o in pit lane con i dadi delle ruote non fissati perfettamente con i rischi che ne conseguono a livello di sicurezza. Successivamente viene stabilito che, a partire da questo Gran Premio, la Federazione elimina una parte della direttiva. Il tempo di reazione minimo di 0"15 è stato eliminato e i due decimi tra il rilascio della vettura dal cavalletto e la ripartenza è stato invece trasformato in un divario permissibile di un decimo.
Dopo l'incidente al via nel corso del precedente Gran Premio d'Ungheria, la Ferrari comunica la sostituzione del motore sulla vettura di Charles Leclerc a causa dei danni riportati dopo essere stato colpito dal pilota canadese dell'Aston Martin, Lance Stroll. Successivamente la scuderia di Maranello afferma che il monegasco gareggerà con il motore usato in Ungheria di diversa unità, ma con uguale specifiche. Anche la Red Bull Racing comunica che sulla vettura di Max Verstappen, un altro pilota coinvolto nell'incidente, non viene sostituta la power unit.
La Mercedes interrompe gli aggiornamenti aerodinamici. Il pacchetto aerodinamico portato per questa gara non verrà ulteriormente aggiornato sino a fine stagione. La scuderia tedesca decide di montare sulle vetture di Lewis Hamilton e Valtteri Bottas la terza power unit stagionale.
Il motorista Honda conferma che la seconda unità relativa alla power unit sulle vetture di Max Verstappen e Sergio Pérez non è più riparabile a causa dei danni riportati negli incidenti avvenuti nel Gran Premio di Gran Bretagna per l'olandese e il quello precedente d'Ungheria per il messicano.
La Haas mette a disposizione un nuovo telaio per la vettura di Nikita Mazepin.
Prima dell'inizio della prima sessione di prove libere del venerdì sulle vetture di diversi piloti vengono sostituite varie componenti della power unit: la terza unità riguardante il motore a combustione interna viene montata sulle vetture di Lewis Hamilton, Valtteri Bottas, Sergio Pérez, Daniel Ricciardo, Lando Norris, Lance Stroll, Fernando Alonso, Charles Leclerc, Yuki Tsunoda, Pierre Gasly e Nicholas Latifi; la terza unità riguardante il turbocompressore viene montata sulle vetture di Lewis Hamilton, Valtteri Bottas, Sergio Pérez, Daniel Ricciardo, Lando Norris, Lance Stroll, Fernando Alonso, Charles Leclerc, Pierre Gasly e Nicholas Latifi; la terza unità riguardante l'MGU-H viene montata sulle vetture di Lewis Hamilton, Valtteri Bottas, Sergio Pérez, Daniel Ricciardo, Lando Norris, Lance Stroll, Charles Leclerc, Pierre Gasly e Nicholas Latifi; la terza unità riguardante l'MGU-K viene montata sulle vetture di Lewis Hamilton, Valtteri Bottas, Sergio Pérez, Lando Norris, Sebastian Vettel, Fernando Alonso e Yuki Tsunoda; la seconda unità riguardante il sistema di recupero dell'energia viene montata sulle vetture Max Verstappen, Fernando Alonso, Charles Leclerc, Carlos Sainz Jr., Kimi Räikkönen, Antonio Giovinazzi e Mick Schumacher; la seconda unità riguardante l'unità di controllo elettronico viene montata sulle vetture di Fernando Alonso e Mick Schumacher; la terza unità riguardante l'impianto di scarico viene montata sulle vetture di Lewis Hamilton, Valtteri Bottas, Daniel Ricciardo, Lando Norris, Lance Stroll e Nicholas Latifi, la quinta unità sulle vetture di Sergio Pérez, Charles Leclerc, Yuki Tsunoda e Pierre Gasly, la sesta unità sulla vettura di Fernando Alonso. Tutti i piloti non sono penalizzati sulla griglia di partenza in quanto tutti i nuovi componenti installati rientrano tra quelli sostituibili entro il numero massimo prestabilito.

### Aspetti sportivi
Il Gran Premio si disputa nella sua collocazione classica nel calendario, alla fine del mese di agosto, dopo la pausa estiva obbligatoria per le squadre e i per piloti della durata di tre settimane.
Lo scorso luglio, l'area dove è localizzato il circuito di Spa-Francorchamps, è stata colpita da una forte alluvione, il quale ha causato il danneggiamento di alcune infrastrutture adiacenti al tracciato, con l'obbligo della sostituzione delle barriere di sicurezza. Gli organizzatori, infatti, hanno dovuto sospendere l'attività motoristica per i danni riportati. La strada di Blanchimont che permette l'accesso al paddock è parzialmente crollata e il tunnel Ster è risultato inaccessibile. Il circuito, comunque, non ha subito danni, non pregiudicando quindi il regolare svolgimento del Gran Premio.
Insieme alla maggior parte delle gare corse in Europa che hanno visto la presenza del pubblico sulle tribune, anche la gara belga prevede la possibilità, per i tifosi, di assistere all'evento, a differenza della precedente edizione. Grazie a una norma locale stabilita lo scorso giugno, dal precedente 13 agosto nel Paese è possibile organizzare manifestazioni con un tetto massimo di ingressi pari a 75 000 persone.
Il team principal della Ferrari, Mattia Binotto, auspica un cambio di regolamento che possa permettere ai team di spendere per le riparazioni fuori dal budget cap, dopo i danni riportati sulla vettura di Charles Leclerc, colpito al via dal pilota canadese dell'Aston Martin, Lance Stroll, nel corso del precedente Gran Premio d'Ungheria.
La Williams, qualche giorno dopo la disputa del Gran Premio precedente in Ungheria, licenzia il pilota di riserva Dan Ticktum, il quale aveva sostenuto, ma successivamente smentito, che il pilota titolare, Nicholas Latifi, guidasse in Formula 1 solo per soldi.
L'Alpine rimuove dall'organigramma della squadra Rémi Taffin, a capo dei motoristi della scuderia francese. Taffin, che aveva raggiunto il ruolo di direttore tecnico dell'area motori nel 2016, aveva trascorso gran parte della carriera con il team transalpino. Era infatti presente quando Fernando Alonso vinse i due titoli mondiali nel 2005 e nel 2006.
Alcune settimane prima della disputa della gara, la direttrice dell'autodromo, Nathalie Maillet, è stata uccisa nella propria abitazione a Gouvy insieme a un'amica dal marito, Franz Dubois, il quale si è poi suicidato dopo avere assassinato entrambe. La Federazione ha voluto rivolgere un doveroso tributo alla direttrice.
Il pilota australiano della McLaren, Daniel Ricciardo, disputa il suo duecentesimo Gran Premio in carriera.
La Formula 1 introduce un nuovo premio a partire da questa gara denominato Crypto.com Overtake Award, assegnato al pilota protagonista del maggior numero di manovre di sorpasso effettuate durante la stagione. Vengono, inoltre, introdotte nuove grafiche televisive, con l'aggiunta di dati in tempo reale che indicheranno tutte le potenziali possibilità di sorpasso a favore di un determinato pilota.
Alla vigilia della gara si sono inseguite alcune indiscrezioni riguardo alla positività al SARS-CoV-2 di uno dei piloti di Red Bull Racing e AlphaTauri, costretto quindi a non prendere parte al Gran Premio, con il pilota di riserva, il thailandese Alexander Albon, pronto a sostituirlo. Le due scuderie hanno smentito quanto trapelato con Max Verstappen, Sergio Pérez, Yuki Tsunoda e Pierre Gasly regolarmente presenti all'evento.
L'Aston Martin ingaggia dalla Red Bull Racing Heath Cade, che svolge il ruolo di direttore delle risorse umane. L'inglese è il terzo acquisto di fila che arriva dalla scuderia austriaca, dopo i due aerodinamici, Dan Fallows e Andrew Alessi, annunciati nei mesi precedenti.
L'ex responsabile del Gran Premio di Abu Dhabi e del Gran Premio di Russia, Richard Cregan, è stato nominato CEO del futuro Gran Premio di Miami che debutterà nella stagione 2022. La prima edizione del nuovo Gran Premio è prevista nel mese di maggio.
Il pilota finlandese della Mercedes, Valtteri Bottas, e il pilota canadese dell'Aston Martin, Lance Stroll, sono penalizzati di cinque posizioni sulla griglia di partenza per avere causato un incidente nel precedente Gran Premio d'Ungheria.
L'ex pilota di Formula 1, il britannico Derek Warwick, è nominato commissario aggiunto per la gara. Ha svolto già in passato tale funzione, l'ultima al Gran Premio d'Austria. Per questo Gran Premio, come il precedente, è la casa automobilistica tedesca Mercedes a fornire la safety car e la medical car.

## Prove

### Resoconto
La prima sessione di prove libere è accolta da una leggera pioggia, che riappare solo nella parte finale della stessa. Il più veloce è Valtteri Bottas, che precede di un decimo Max Verstappen. Sia la Mercedes che la Red Bull Racing hanno testato a lungo le gomme a mescola dura, al fine di valutare il comportamento della monoposto in condizioni di gara. In questa fase il più veloce è Verstappen, che gira in 1'45"905. Segue, con il terzo tempo, Pierre Gasly, che precede le due Ferrari.
Lewis Hamilton è solo diciottesimo, in quanto nel suo tentativo veloce è stato ostacolato da Nicholas Latifi alla chicane del Bus Stop. Kimi Räikkönen è stato autore di un testacoda alla Source, finendo poi contro le barriere.
Il secondo turno di prove si svolge senza pioggia e con pista quasi asciutta, tanto che i piloti montano gomma slick. Verstappen è stato il più veloce, godendo di una configurazione della sua monoposto molto scarica. L'olandese è stato però anche autore di un'uscita di pista, andando contro le barriere alla chicane Les Combes. La vettura è stata soggetta a un sovrasterzo di potenza che l'ha resa incontrollabile al pilota. Risulta particolarmente danneggiata la sospensione posteriore sinistra. L'incidente ha anche provocato l'esposizione della bandiera rossa, che ha interrotto la sessione. La stessa era stata interrotta, poco prima, sempre per un incidente nella stessa curva, cui è stato protagonista Charles Leclerc. Il ferrarista è stato vittima di un sovrasterzo, sbattendo poi contro le barriere sul lato sinistro della chicane.
Dopo le due Mercedes, che hanno colto il secondo e terzo tempo, si è classificato Fernando Alonso, davanti a Gasly e Lance Stroll.
Sono stati due i tempi cancellati ai piloti per avere oltrepassato i limiti della pista all'uscita della curva 9, durante la seconda sessione di prove libere. Si sono visti cancellare il tempo Carlos Sainz Jr. e Yuki Tsunoda.
Al termine della seconda sessione di prove libere del venerdì sulle vetture di Charles Leclerc, Sergio Pérez, Lando Norris e Mick Schumacher vengono sostituite le trasmissioni. Nessun pilota è penalizzato sulla griglia di partenza in quanto la precedente trasmissione è stata usata per sei Gran Premi di fila nel caso di Leclerc, in quanto il precedente Gran Premio in Ungheria non è stato portato a termine nel caso di Pérez e Norris, in quanto nella gara precedente la trasmissione è stata costretta a essere sostituita nel caso di Schumacher, con la sostituzione avvenuta prima di sei gare consecutive.
Prima dell'inizio della terza sessione di prove libere la Ferrari è costretta a sostituire il telaio della vettura di Charles Leclerc dopo l'incidente nella seconda sessione. Sulla vettura di Kimi Räikkönen viene sostituito l'impianto di scarico, montando l'ottava unità, così come sulle vetture di Kimi Räikkönen e Antonio Giovinazzi, dove viene montata la quinta unità. I piloti non sono penalizzati sulla griglia di partenza in quanto tutti i nuovi componenti installati rientrano tra quelli sostituibili entro il numero massimo prestabilito.
Al sabato la pista si presenta bagnata. Anche in questa sessione Verstappen è il pilota migliore, l'unico a riuscire a scendere al di sotto del minuto e 57 secondi, impiegando gomme da bagnato intermedio. L'aerodinamica della sua monoposto è stata modificata, alla ricerca di maggiore velocità. Alle sue spalle si è piazzato il compagno di scuderia Sergio Pérez, staccato di quasi un secondo. Dietro al duo della Red Bull si classifica Lewis Hamilton che precede Lando Norris. Le due Mercedes si sono trovate in difficoltà a seguire la prestazioni della Red Bull, tanto da commettere anche degli errori di guida, mentre Norris ha tentato, ma senza fortuna, di effettuare anche un tentativo con gomme slick, a fine turno.
Ha concluso solo tre giri Räikkönen, limitato da un problema all'impianto frenante.
È stato uno il tempo cancellato per avere oltrepassato i limiti della pista all'uscita della curva 9, durante la terza sessione di prove libere. Se l'è visto cancellare Charles Leclerc.

### Risultati
Nella prima sessione del venerdì si è avuta questa situazione:
| Pos | Nº | Pilota          | Costruttore           | Tempo    | Gap    | Giri |
| --- | -- | --------------- | --------------------- | -------- | ------ | ---- |
| 1   | 77 | Valtteri Bottas | Mercedes              | 1'45"199 |        | 18   |
| 2   | 33 | Max Verstappen  | Red Bull Racing-Honda | 1'45"363 | +0"164 | 14   |
| 3   | 10 | Pierre Gasly    | AlphaTauri-Honda      | 1'45"699 | +0"500 | 20   |

Nella seconda sessione del venerdì si è avuta questa situazione:
| Pos | Nº | Pilota          | Costruttore           | Tempo    | Gap    | Giri |
| --- | -- | --------------- | --------------------- | -------- | ------ | ---- |
| 1   | 33 | Max Verstappen  | Red Bull Racing-Honda | 1'44"472 |        | 12   |
| 2   | 77 | Valtteri Bottas | Mercedes              | 1'44"513 | +0"041 | 14   |
| 3   | 44 | Lewis Hamilton  | Mercedes              | 1'44"544 | +0"072 | 13   |

Nella sessione del sabato mattina si è avuta questa situazione:
| Pos | Nº | Pilota         | Costruttore           | Tempo    | Gap    | Giri |
| --- | -- | -------------- | --------------------- | -------- | ------ | ---- |
| 1   | 33 | Max Verstappen | Red Bull Racing-Honda | 1'56"924 |        | 10   |
| 2   | 11 | Sergio Pérez   | Red Bull Racing-Honda | 1'57"871 | +0"947 | 7    |
| 3   | 44 | Lewis Hamilton | Mercedes              | 1'57"996 | +1"072 | 9    |

## Qualifiche

### Resoconto
Una forte pioggia si abbatte sul tracciato poco prima dell'inizio della sessione di qualifica. Ciò costringe gli organizzatori a posticipare l'inizio della stessa alle 15:12. La pista si presenta con una temperatura dell'asfalto di 18 °C, mentre quella dell'aria è di 13.
I primi piloti a prendere la pista sono quelli della Williams, che sono anche gli unici, nei primi minuti, a cercare di impiegare le gomme da bagnato intermedio. George Russell coglie il miglior tempo con 2'11"727, prima che Lewis Hamilton, e poi Pierre Gasly, s'installino al vertice.
La pista tende a migliorare, consentendo ai piloti di abbassare i tempi, anche se Russell rimane al comando della lista dei tempi. Solo quando Pérez monta gomme intermedie l'inglese abbandona la prima posizione. In seguito è Daniel Ricciardo a strappare il primo posto. Si alternano altri piloti al comando, con Norris che segna 1'58"776. Il pilota della McLaren sarà il più rapido, fino al termine della Q1, che chiuderà con 1'58"301, davanti a Verstappen e Hamilton. Sono eliminate le due Alfa Romeo Racing, le due Haas e Yuki Tsunoda.
La minaccia della pioggia è sempre presente sulla pista. In Q2 è ancora Norris al comando, davanti per due decimi su Russell. Si portano nelle prime posizioni, poco dopo, Gasly e Ricciardo, prima dell'arrivo di Verstappen, che coglie il miglior tempo. Sono in difficoltà le due Mercedes che, a metà della sessione, hanno il quattordicesimo e quindicesimo tempo. Solo in seguito riescono a scalare all'interno dei migliori dieci tempi.
Norris batte il tempo di Verstappen, ma solo temporaneamente. L'olandese torna primo, con Pérez che sale terzo. Il sole fa la sua apparizione, spingendo le scuderie a provare a montare ancora gomme da bagnato intermedio. Vettel rimonta secondo, prima di essere battuto, negli istanti finali, da Hamilton. Anche Bottas rimonta terzo. Sono eliminati Leclerc, Latifi, Sainz Jr., Alonso e Stroll.
Poco prima dell'inizio della terza fase un altro forte temporale si abbatte sul circuito. In Q3 Norris, Vettel, Ricciardo e Ocon optano per le gomme da bagnato estremo, mentre Russell e Gasly scelgono le gomme intermedie. Mercedes e Red Bull cercano di attendere, al fine di capire le scelte dell'avversario diretto. La sessione viene subito interrotta per un incidente di Norris al Radillon. Vettel, poco prima, aveva chiesto alla radio l'interruzione della sessione a causa della situazione critica in pista.
La qualifica riprende oltre mezz'ora dopo l'incidente del pilota della McLaren, alle 16:45. Ocon è il primo a rilanciarsi in pista, montando gomme da bagnato estremo, mentre Verstappen, Hamilton e Bottas scelgono le intermedie. La stessa scelta è seguita da Pérez e Vettel; a sua volta Russell opta per le gomme da pioggia battente.
Ocon ripassa immediatamente ai box, per passare alle gomme intermedie. Hamilton segna 2'01"552, mentre più lento è Bottas, staccato di un secondo e mezzo. Verstappen è secondo, ma staccato di un secondo dal campione del mondo. Vettel, invece, si ferma a due decimi da Bottas. Pérez è quinto, staccato di 2"4 da Hamilton, battuto anche da Gasly. Il messicano, nel tentativo successivo, migliora vistosamente, portandosi al secondo posto, a due decimi dal britannico. Russell, a sorpresa, batte Hamilton, posizionandosi in pole position provvisoria. Solo Verstappen lo batte per la partenza al palo. La seconda fila è di Hamilton, staccato di tre millesimi dal pilota della Williams e Ricciardo.
Per l'olandese della Red Bull è la nona pole position nel mondiale di Formula 1. Russell torna in prima fila dopo il Gran Premio di Sakhir 2020, allora alla guida della Mercedes. Per la Williams è la prima partenza in prima fila dal Gran Premio d'Italia 2017.
Al termine delle qualifiche sulla vettura di Lando Norris viene sostituito il cambio a causa dei danni riportati per via dell'incidente. Il pilota britannico è penalizzato di cinque posizioni sulla griglia di partenza.

### Risultati
Nella sessione di qualifica si è avuta questa situazione:
| Pos                         | Nº | Pilota             | Costruttore               | Q1       | Q2       | Q3          | Griglia |
| --------------------------- | -- | ------------------ | ------------------------- | -------- | -------- | ----------- | ------- |
| 1                           | 33 | Max Verstappen     | Red Bull Racing-Honda     | 1'58"717 | 1'56"559 | 1'59"765    | 1       |
| 2                           | 63 | George Russell     | Williams-Mercedes         | 1'59"864 | 1'56"950 | 2'00"086    | 2       |
| 3                           | 44 | Lewis Hamilton     | Mercedes                  | 1'59"218 | 1'56"229 | 2'00"099    | 3       |
| 4                           | 3  | Daniel Ricciardo   | McLaren-Mercedes          | 2'01"583 | 1'57"127 | 2'00"864    | 4       |
| 5                           | 5  | Sebastian Vettel   | Aston Martin-Mercedes     | 2'00"175 | 1'56"814 | 2'00"935    | 5       |
| 6                           | 10 | Pierre Gasly       | AlphaTauri-Honda          | 2'00"387 | 1'56"440 | 2'01"164    | 6       |
| 7                           | 11 | Sergio Pérez       | Red Bull Racing-Honda     | 1'59"334 | 1'56"886 | 2'02"112    | 7       |
| 8                           | 77 | Valtteri Bottas    | Mercedes                  | 1'59"870 | 1'56"295 | 2'02"502    | 13      |
| 9                           | 31 | Esteban Ocon       | Alpine-Renault            | 2'01"824 | 1'57"354 | 2'03"513    | 8       |
| 10                          | 4  | Lando Norris       | McLaren-Mercedes          | 1'58"301 | 1'56"025 | senza tempo | 15      |
| 11                          | 16 | Charles Leclerc    | Ferrari                   | 2'00"728 | 1'57"721 | N.D.        | 9       |
| 12                          | 6  | Nicholas Latifi    | Williams-Mercedes         | 2'00"966 | 1'58"056 | N.D.        | 10      |
| 13                          | 55 | Carlos Sainz Jr.   | Ferrari                   | 2'01"184 | 1'58"137 | N.D.        | 11      |
| 14                          | 14 | Fernando Alonso    | Alpine-Renault            | 2'01"653 | 1'58"205 | N.D.        | 12      |
| 15                          | 18 | Lance Stroll       | Aston Martin-Mercedes     | 2'01"597 | 1'58"231 | N.D.        | 19      |
| 16                          | 99 | Antonio Giovinazzi | Alfa Romeo Racing-Ferrari | 2'02"306 | N.D.     | N.D.        | 14      |
| 17                          | 22 | Yuki Tsunoda       | AlphaTauri-Honda          | 2'02"413 | N.D.     | N.D.        | 16      |
| 18                          | 47 | Mick Schumacher    | Haas-Ferrari              | 2'03"973 | N.D.     | N.D.        | 17      |
| 19                          | 7  | Kimi Räikkönen     | Alfa Romeo Racing-Ferrari | 2'04"452 | N.D.     | N.D.        | PL      |
| 20                          | 9  | Nikita Mazepin     | Haas-Ferrari              | 2'04"939 | N.D.     | N.D.        | 18      |
| Tempo limite 107%: 2'06"582 |    |                    |                           |          |          |             |         |

In grassetto sono indicate le migliori prestazioni in Q1, Q2 e Q3.

## Gara

### Resoconto
La pioggia tormenta il tracciato anche il giorno della gara. Sergio Pérez perde il controllo della sua Red Bull Racing a Les Combes, andando a sbattere contro le barriere, nel corso di uno dei giri di ricognizione in cui il messicano, insieme a tutti gli altri piloti, era impegnato al fine di testare le condizioni della pista dopo l'apertura della pit lane e in attesa di schierarsi in griglia di partenza. La vettura, danneggiata, non sembra poter prendere parte alla gara.
Tutti gli altri piloti si schierano quindi in griglia di partenza in attesa che venga dato il via alla gara, previsto per le ore 15:00. Tuttavia, l'intensità delle precipitazioni mette in dubbio la tenuta della corsa; viene comunicato che le vetture partiranno alle spalle della safety car e che dovranno quindi obbligatoriamente montare le gomme da bagnato estremo. La partenza viene poi posticipata più volte fino alle 15:25. Viene dato il via e le monoposto effettuano il giro di formazione e anche un ulteriore giro di ricognizione, alle spalle della vettura di sicurezza, ma la verifica della pista conferma l'impossibilità di svolgere la gara. 
La procedura di partenza viene sospesa in attesa di un miglioramento delle condizioni meteorologiche. Nel frattempo i meccanici della Red Bull Racing riparano la monoposto di Pérez, che così, in caso di svolgimento della gara, potrà prenderne parte, ma dalla pit lane.
La direzione di gara fissa per le 18:00 l'orario della nuova partenza, con la possibilità che la gara duri solo un'ora, in considerazione dell'oscurità imminente. In seguito la direzione di gara stabilisce che il via verrà dato alle 18:17. Viene indicato che la gara partirà ancora dietro la vettura di sicurezza e che tutti i piloti sono nuovamente obbligati a montare le gomme da bagnato estremo; viene inoltre stabilito, ufficialmente, che questa avrà la durata di un'ora, dal momento della partenza. Al via tutte le 20 monoposto seguono la safety car. Al terzo giro però, dopo due giri disputati in regime di vettura di sicurezza, la direzione di gara decide di interrompere nuovamente la corsa con la bandiera rossa. Dopo qualche minuto, alle 18:45, ben prima dello scoccare dell'ora dalla ripartenza, la direzione di gara decide di considerare ufficialmente concluso l'evento. 
Il Gran Premio viene comunque ritenuto valido per assegnare punti iridati: viene assegnato metà punteggio ai sensi del articolo 6.5 del regolamento sportivo, in quanto il leader ha completato almeno due giri ma meno del 75% della distanza di gara inizialmente prevista; i risultati del Gran Premio sono però stilati in base alla classifica alla fine del primo giro di gara, in quanto l'articolo 51.14 del regolamento sportivo stabilisce che nel caso in cui una gara sia stata sospesa e non può essere ripresa, i risultati vanno stilati in base alla classifica del penultimo giro prima del giro in cui la corsa è stata sospesa; in questo caso, dato che la gara è stata sospesa definitivamente al terzo giro, il penultimo giro prima della sospensione definitiva è il primo giro di gara. È la prima volta che viene assegnato metà punteggio dal Gran Premio della Malesia 2009, anch'esso dichiarato concluso anticipatamente a causa di avverse condizioni meteorologiche. Con la distanza di gara contrassegnata da un solo giro compiuto in un tempo di 3 minuti, 27 secondi e 71 millesimi viene inoltre stabilito il record di Gran Premio più corto della storia della Formula 1, sia per lunghezza che per durata.
Il precedente primato spettava al Gran Premio d'Australia 1991 con 14 giri completati (rispetto agli 81 previsti) in 24 minuti, 34 secondi e 899 millesimi di durata.
Questo gran premio rappresenta l'ultima volta in cui il punteggio dimezzato viene assegnato nella storia della Formula 1. Infatti, dal 2022 la FIA deciderà di cambiare le modalità di assegnazione del punteggio in caso di gara completata con meno del 75% della distanza inizialmente prevista. 
Il nuovo criterio è il seguente: nessun punto mondiale viene assegnato se non sono coperti almeno due giri lanciati, ovvero senza l'uso della safety car o della virtual safety car; se il leader della corsa ha coperto più di due tornate ma meno del 25% della distanza complessiva programmata, solo i primi cinque classificati acquisiscono punti in classifica, nell'ordine: 6, 4, 3, 2, 1; se la distanza percorsa è compresa tra il 25 % ed il 50% di quella inizialmente prevista, sono i primi nove classificati a guadagnare punti, nell'ordine: 13, 10, 8, 6, 5, 4, 3, 2, 1; per una distanza compresa tra il 50% ed il 75%, i punti sono assegnati ai primi 10 classificati, nell'ordine: 19, 14, 12, 10, 8, 6, 4, 3, 2, 1; se la distanza percorsa è superiore al 75% di quella programmata, i punti sono assegnati regolarmente. Il punto relativo al giro più veloce nei primi 10 classificati è adesso assegnato solo se viene completato un minimo del 50% della distanza di gara programmata. Questi criteri sono inizialmente validi solo per i Gran Premi sospesi che non vengono ripresi.
A seguito dei fatti del Gran Premio del Giappone 2022, dove venne assegnato punteggio pieno nonostante fosse stata percorsa poco più del 50% della distanza programmata (dato che la gara era stata a lungo sospesa, ma poi ripresa e finita con la bandiera a scacchi allo scadere delle tre ore), la FIA cambia nuovamente la regola, promulgando la nuova modalità di assegnazione punti a tutti i gran premi nei quali la distanza programmata non sia stata completata, indipendentemente da come essi si siano conclusi.
Ad oggi, la regola sulla nuova modalità di assegnazione punti (escludendo lo stesso GP del Giappone 2022, nel quale appunto il punteggio ridotto non è stato assegnato) non è mai stata utilizzata, e le classifiche di tutti i gran premi dopo il GP del Belgio 2021 hanno sempre ricevuto punteggio pieno.
Max Verstappen coglie la sua sedicesima vittoria e il suo cinquantunesimo podio in carriera, davanti a George Russell e Lewis Hamilton. Per la Red Bull Racing è la settantunesima vittoria mentre per Hamilton il centosettantaquattresimo podio. Per Russell si tratta del primo podio in carriera mentre per la Williams del trecentoquattordicesimo podio podio della sua storia, il primo dal Gran Premio d'Azerbaigian 2017. Il giro veloce della gara non è stato riconosciuto nella classifica finale del Gran Premio; tuttavia, colto da Nikita Mazepin sarebbe stato il primo ed unico giro veloce della sua carriera. Per l'undicesima volta nella storia della massima categoria non si sono verificati ritiri.

### Risultati
I risultati del Gran Premio sono i seguenti:
| Pos | Nº | Pilota             | Costruttore               | Giri | Tempo/Ritiro | Griglia | Punti |
| --- | -- | ------------------ | ------------------------- | ---- | ------------ | ------- | ----- |
| 1   | 33 | Max Verstappen     | Red Bull Racing-Honda     | 1    | 3'27"071     | 1       | 12,5  |
| 2   | 63 | George Russell     | Williams-Mercedes         | 1    | +1"995       | 2       | 9     |
| 3   | 44 | Lewis Hamilton     | Mercedes                  | 1    | +2"601       | 3       | 7,5   |
| 4   | 3  | Daniel Ricciardo   | McLaren-Mercedes          | 1    | +4"496       | 4       | 6     |
| 5   | 5  | Sebastian Vettel   | Aston Martin-Mercedes     | 1    | +7"479       | 5       | 5     |
| 6   | 10 | Pierre Gasly       | AlphaTauri-Honda          | 1    | +10"177      | 6       | 4     |
| 7   | 31 | Esteban Ocon       | Alpine-Renault            | 1    | +11"579      | 8       | 3     |
| 8   | 16 | Charles Leclerc    | Ferrari                   | 1    | +12"608      | 9       | 2     |
| 9   | 6  | Nicholas Latifi    | Williams-Mercedes         | 1    | +15"484      | 10      | 1     |
| 10  | 55 | Carlos Sainz Jr.   | Ferrari                   | 1    | +16"166      | 11      | 0,5   |
| 11  | 14 | Fernando Alonso    | Alpine-Renault            | 1    | +20"590      | 12      |       |
| 12  | 77 | Valtteri Bottas    | Mercedes                  | 1    | +22"414      | 13      |       |
| 13  | 99 | Antonio Giovinazzi | Alfa Romeo Racing-Ferrari | 1    | +24"163      | 14      |       |
| 14  | 4  | Lando Norris       | McLaren-Mercedes          | 1    | +27"109      | 15      |       |
| 15  | 22 | Yuki Tsunoda       | AlphaTauri-Honda          | 1    | +28"329      | 16      |       |
| 16  | 47 | Mick Schumacher    | Haas-Ferrari              | 1    | +29"507      | 17      |       |
| 17  | 9  | Nikita Mazepin     | Haas-Ferrari              | 1    | +31"993      | 18      |       |
| 18  | 7  | Kimi Räikkönen     | Alfa Romeo Racing-Ferrari | 1    | +36"054      | PL      |       |
| 19  | 11 | Sergio Pérez       | Red Bull Racing-Honda     | 1    | +38"205      | PL      |       |
| 20  | 18 | Lance Stroll       | Aston Martin-Mercedes     | 1    | +44"108      | 19      |       |

## Classifiche mondiali

### Piloti
| Pos | Pilota             | Punti |
| --- | ------------------ | ----- |
| 1   | Lewis Hamilton     | 202,5 |
| 2   | Max Verstappen     | 199,5 |
| 3   | Lando Norris       | 113   |
| 4   | Valtteri Bottas    | 108   |
| 5   | Sergio Pérez       | 104   |
| 6   | Carlos Sainz Jr.   | 83,5  |
| 7   | Charles Leclerc    | 82    |
| 8   | Daniel Ricciardo   | 56    |
| 9   | Pierre Gasly       | 54    |
| 10  | Esteban Ocon       | 42    |
| 11  | Fernando Alonso    | 38    |
| 12  | Sebastian Vettel   | 35    |
| 13  | Yuki Tsunoda       | 18    |
| 14  | Lance Stroll       | 18    |
| 15  | George Russell     | 13    |
| 16  | Nicholas Latifi    | 7     |
| 17  | Kimi Räikkönen     | 2     |
| 18  | Antonio Giovinazzi | 1     |

### Costruttori
| Pos | Costruttore               | Punti |
| --- | ------------------------- | ----- |
| 1   | Mercedes                  | 310,5 |
| 2   | Red Bull Racing-Honda     | 303,5 |
| 3   | McLaren-Mercedes          | 169   |
| 4   | Ferrari                   | 165,5 |
| 5   | Alpine-Renault            | 80    |
| 6   | AlphaTauri-Honda          | 72    |
| 7   | Aston Martin-Mercedes     | 53    |
| 8   | Williams-Mercedes         | 20    |
| 9   | Alfa Romeo Racing-Ferrari | 3     |